# Орні (Во)
Орні (фр. Orny) — громада  в Швейцарії в кантоні Во, округ Морж.

## Географія
Громада розташована на відстані близько 80 км на південний захід від Берна, 17 км на північний захід від Лозанни.
Орні має площу 5,6 км², з яких на 6,9% дозволяється будівництво (житлове та будівництво доріг), 76% використовуються в сільськогосподарських цілях, 16,2% зайнято лісами, 0,9% не є продуктивними (річки, льодовики або гори).

## Демографія
2019 року в громаді мешкало 416 осіб (+13,4% порівняно з 2010 роком), іноземців було 15,9%. Густота населення становила 75 осіб/км².
За віковим діапазоном населення розподілялося таким чином: 23,1% — особи молодші 20 років, 60,6% — особи у віці 20—64 років, 16,3% — особи у віці 65 років та старші. Було 159 помешкань (у середньому 2,5 особи в помешканні).
Із загальної кількості 113 працюючих 34 було зайнятих в первинному секторі, 11 — в обробній промисловості, 68 — в галузі послуг.